# Moderne vijfkamp op de Olympische Zomerspelen 2004

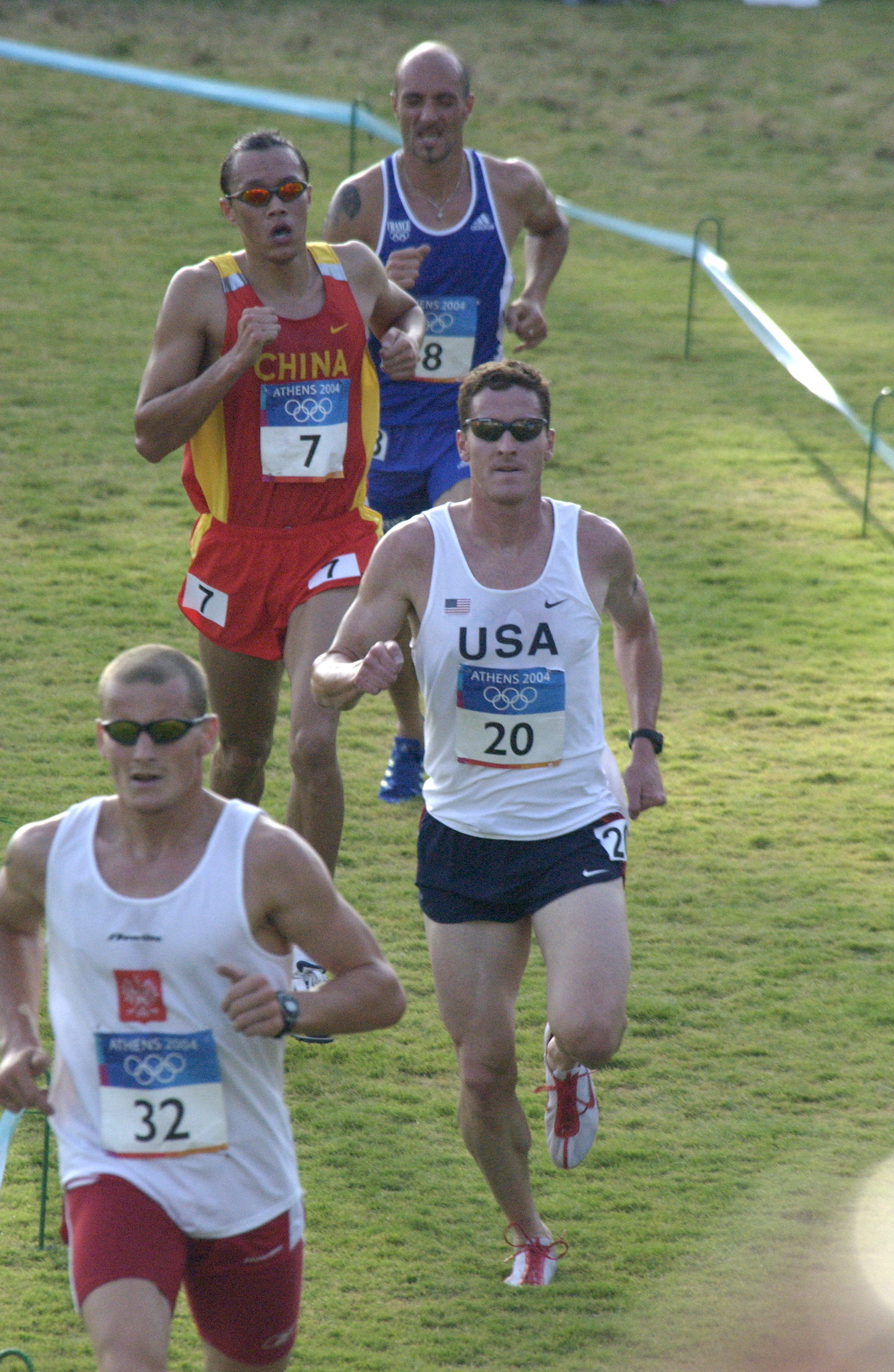
Sporters in actie op het laatste onderdeel.

De moderne vijfkamp is een van de sporten die beoefend werden tijdens de Olympische Zomerspelen 2004 in Athene. Er werden twee wedstrijden gehouden.

## Heren

### Individueel
| rang   | sporter                | land | Schieten | Schermen | Zwemmen | Paardensport | Atletiek | totaal |
| ------ | ---------------------- | ---- | -------- | -------- | ------- | ------------ | -------- | ------ |
| Goud   | Andrej Moisejev        | RUS  | 1036     | 1000     | 1376    | 1032         | 1036     | 5480   |
| Zilver | Andrejus Zadneprovskis | LTU  | 1000     | 916      | 1308    | 1088         | 1116     | 5428   |
| Brons  | Libor Capalini         | CZE  | 1084     | 776      | 1336    | 1116         | 1080     | 5392   |
| 4      | Deniss Cerkovskis      | LAT  | 1096     | 916      | 1252    | 1004         | 1088     | 5356   |
| 5      | Dmitri Meliach         | BLR  | 1168     | 692      | 1332    | 1144         | 1004     | 5340   |
| 6      | Michal Michalík        | CZE  | 1108     | 888      | 1260    | 1144         | 932      | 5332   |
| 7      | Eric Walther           | GER  | 952      | 832      | 1336    | 1116         | 1084     | 5320   |
| 8      | Gabor Balogh           | HUN  | 1036     | 804      | 1240    | 1172         | 1044     | 5296   |

## Dames

### Individueel
| rang   | sporter                | land | Schieten | Schermen | Zwemmen | Paardensport | Atletiek | totaal |
| ------ | ---------------------- | ---- | -------- | -------- | ------- | ------------ | -------- | ------ |
| Goud   | Zsuzsanna Vörös        | HUN  | 1120     | 916      | 1296    | 1124         | 992      | 5448   |
| Zilver | Jeļena Rubļevska       | LAT  | 988      | 1028     | 1160    | 1116         | 1088     | 5380   |
| Brons  | Georgina Harland       | GBR  | 808      | 832      | 1308    | 1144         | 1252     | 5344   |
| 4      | Claudia Corsini        | ITA  | 964      | 972      | 1236    | 1116         | 1036     | 5324   |
| 5      | Kim Raisner            | GER  | 1072     | 832      | 1264    | 1116         | 1028     | 5312   |
| 6      | Sylwia Czwojdzińska    | POL  | 1084     | 860      | 1224    | 1116         | 992      | 5276   |
| 7      | Viktorija Teresjtsjoek | UKR  | 1060     | 692      | 1244    | 1116         | 1144     | 5256   |
| 8      | Kate Allenby           | GBR  | 964      | 972      | 1272    | 1004         | 1024     | 5236   |

## Medaillespiegel
| rang   | land             | goud | zilver | brons | totaal |
| ------ | ---------------- | ---- | ------ | ----- | ------ |
| 1      | Hongarije        | 1    | 0      | 0     | 1      |
| 1      | Rusland          | 1    | 0      | 0     | 1      |
| 3      | Letland          | 0    | 1      | 0     | 1      |
| 3      | Litouwen         | 0    | 1      | 0     | 1      |
| 5      | Tsjechië         | 0    | 0      | 1     | 1      |
| 5      | Groot-Brittannië | 0    | 0      | 1     | 1      |
| totaal | totaal           | 2    | 2      | 2     | 6      |

Stockholm 1912 · 
Antwerpen 1920 · 
Parijs 1924 · 
Amsterdam 1928 · 
Los Angeles 1932 · 
Berlijn 1936 · 
Londen 1948 · 
Helsinki 1952 · 
Melbourne 1956 · 
Rome 1960 · 
Tokio 1964 · 
Mexico-stad 1968 · 
München 1972 · 
Montréal 1976 · 
Moskou 1980 · 
Los Angeles 1984 · 
Seoel 1988 · 
Barcelona 1992 · 
Atlanta 1996 · 
Sydney 2000 · 
Athene 2004 · 
Peking 2008 · 
Londen 2012 · 
Rio de Janeiro 2016 · 
Tokio 2020 · 
Parijs 2024 · 
Los Angeles 2028
Medaillewinnaars
Atletiek · Badminton · Basketbal · Boksen · Boogschieten · Gewichtheffen · Gymnastiek · Handbal · Hockey · Honkbal · Judo · Kanovaren · Moderne vijfkamp · Paardensport · Roeien · Schermen · Schietsport · Schoonspringen · Softbal · Synchroonzwemmen · Taekwondo · Tafeltennis · Tennis · Triatlon · Voetbal · Volleybal · Waterpolo · Wielersport · Worstelen · Zeilen · Zwemmen